# Coleophora graminicolella
Coleophora graminicolella é uma espécie de mariposa do gênero Coleophora pertencente à família Coleophoridae.